# OnePlus 5T

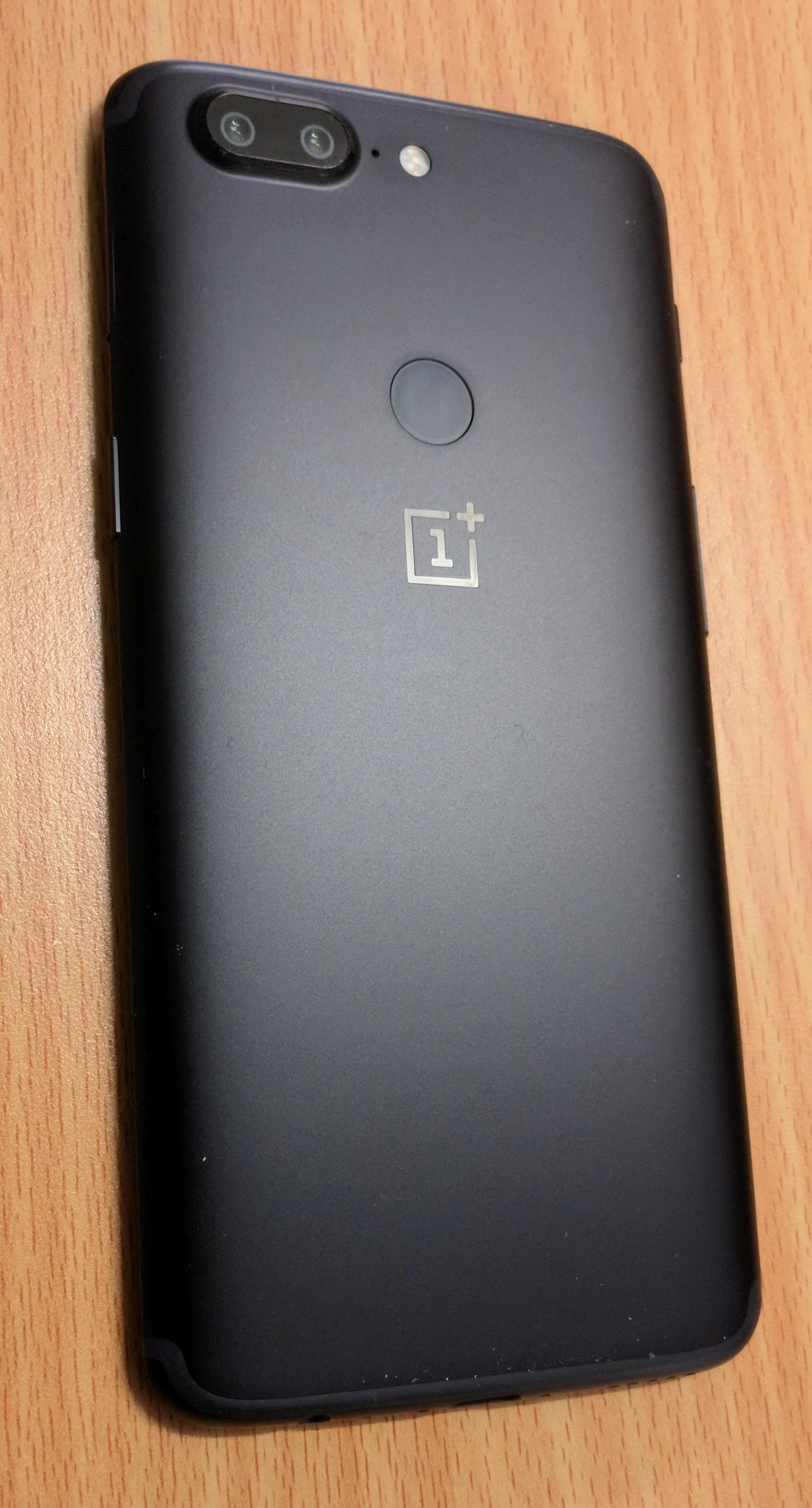
Retro dello smartphone

OnePlus 5T (abbreviato in OP5T) è uno smartphone Android realizzato da OnePlus. È stato presentato il 16 novembre 2017 e messo in vendita il 21 novembre. Si tratta di un aggiornamento incrementale del suo predecessore, OnePlus 5.

## Specifiche tecniche

### Hardware
OnePlus 5T è dotato di un display 18:9 AMOLED Full HD da 6.01 pollici con una densità di pixel di 401ppi. Il corpo del dispositivo è realizzato interamente in alluminio anodizzato, il display utilizza una protezione 2.5D Gorilla Glass 5  e, un rivestimento ceramico per il sensore di impronte digitali che è stato spostato nella parte posteriore del telefono. Il 5T è alimentato da Qualcomm Snapdragon 835 e viene fornito con la scelta di 6 o 8 GB di RAM e 64 GB o 128 GB di memoria interna.  È dotato di una batteria Dash Charge non rimovibile da 3.300 mAh.  Il dispositivo presenta una combinazione di un obiettivo principale da 16 MP e un obiettivo secondario da 20 MP situato sul retro del dispositivo, entrambi 4K e con un'apertura di F / 1.7. Il telefono mantiene il jack per cuffie da 3,5 mm.
OnePlus 5T oltre alle solite colorazioni è disponibile in diverse colorazioni in edizione limitata, come ad esempio un'edizione di Star Wars che promuove il film Star Wars: Gli ultimi Jedi, Sandstone White caratterizzata da una combinazione di colori bianche rilasciata il 5 gennaio 2018 e, disponibili una variante Alert Slider e Lava Red rilasciata l'11 gennaio 2018.

### Software
OnePlus 5T viene fornito con Android 7.1.1 Nougat e utilizza l'interfaccia utente OxygenOS.
La prima beta per Android 8.0 Oreo è stata rilasciata il 29 dicembre 2017, ma è stata ritirata un paio di giorni dopo a causa di problemi di instabilità. OnePlus ha risolto i problemi e ha ricaricato la versione beta il 3 gennaio 2018. L'11 marzo 2018 OnePlus ha rilasciato l'aggiornamento Android 8.1 Oreo in versione beta per OnePlus 5 e OnePlus 5T. L'11 dicembre 2018 è stata rilasciata da OnePlus la versione
Android 9.0 Pie per OnePlus 5/5T. Il 26 maggio 2020, dopo tre open beta, è stata rilasciata da OnePlus l'ultima versione stabile di Oxygen OS basata su Android 10 per OnePlus 5/5T.